# Palácio do Conde (Birsay)

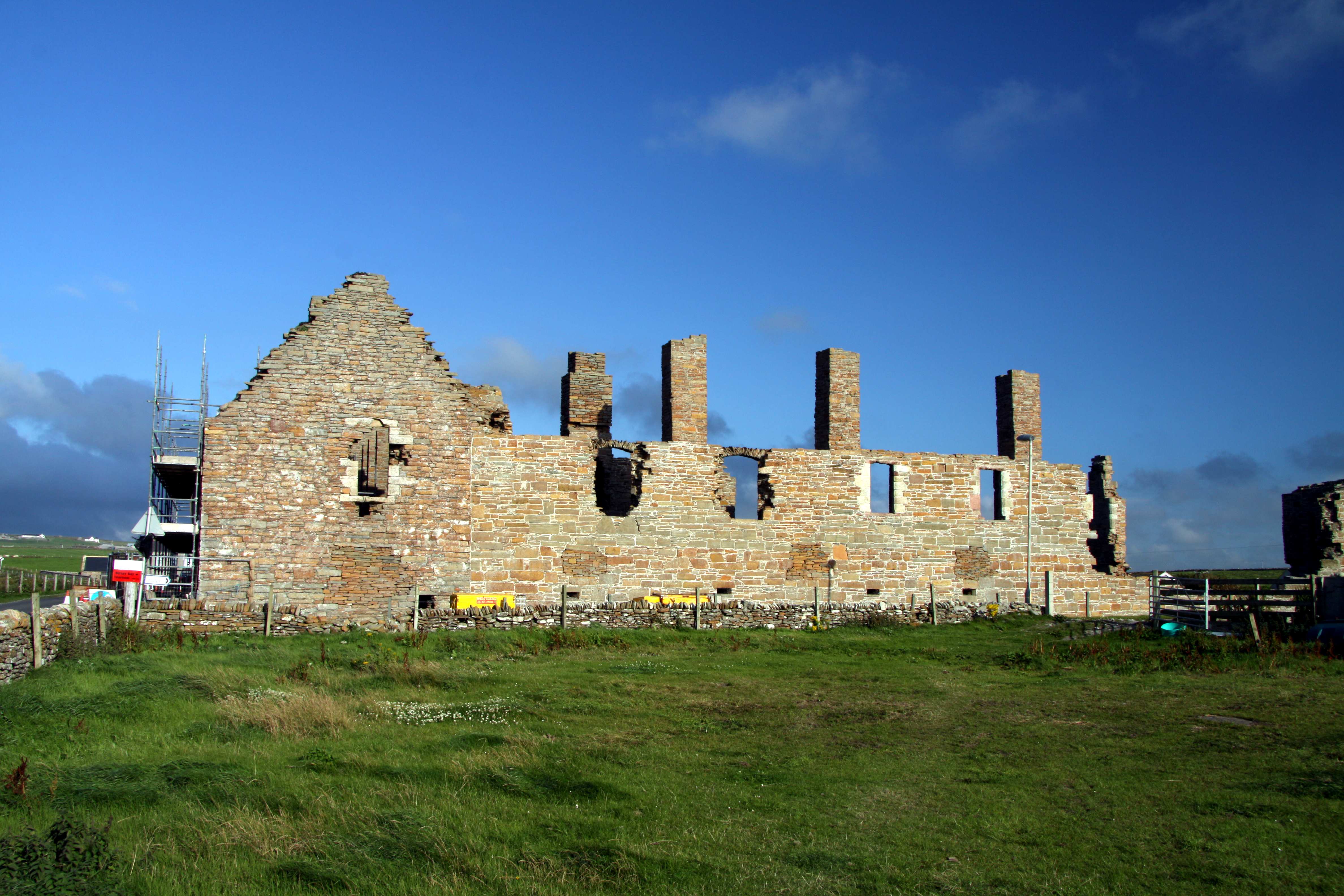
Palácio do Conde

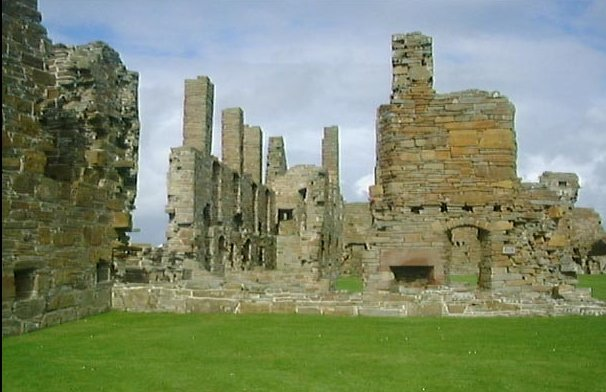
Palácio do Conde, Escócia

O Palácio do Conde (em inglês:  Earl's Palace) é um palácio do século XVI atualmente em ruínas localizado em Birsay, Órcades, Escócia.

## História
Foi construído entre 1574 e o final do século XVI.
A estrutura esteve ocupada até meados do século XVII e a partir daí foi autorizada a cair em ruínas.
Por cima da entrada principal existe uma pedra com as iniciais 'REO', referentes a Robert Conde de Orkney, com a data '1574'.
Encontra-se classificado na categoria "A" do "listed building" desde 8 de dezembro de 1971.